# Taketomi Kosuke
Taketomi Kosuke (武富 孝介, sinh ngày 23 tháng 9 năm 1990) là một cầu thủ bóng đá người Nhật Bản thi đấu cho Urawa Red Diamonds.

## Thống kê câu lạc bộ
Cập nhật đến ngày 23 tháng 2 năm 2018.
| Thành tích câu lạc bộ | Thành tích câu lạc bộ | Thành tích câu lạc bộ | Giải vô địch | Giải vô địch | Cúp                   | Cúp                   | Cúp Liên đoàn | Cúp Liên đoàn | Châu lục | Châu lục  | Tổng cộng | Tổng cộng |
| Mùa giải              | Câu lạc bộ            | Giải vô địch          | Số trận      | Bàn thắng    | Số trận               | Bàn thắng             | Số trận       | Bàn thắng     | Số trận  | Bàn thắng | Số trận   | Bàn thắng |
| Nhật Bản              | Nhật Bản              | Nhật Bản              | Giải vô địch | Giải vô địch | Cúp Hoàng đế Nhật Bản | Cúp Hoàng đế Nhật Bản | J. League Cup | J. League Cup | AFC      | AFC       | Tổng cộng | Tổng cộng |
| --------------------- | --------------------- | --------------------- | ------------ | ------------ | --------------------- | --------------------- | ------------- | ------------- | -------- | --------- | --------- | --------- |
| 2009                  | Kashiwa Reysol        | J1 League             | 0            | 0            | 0                     | 0                     | 0             | 0             | -        | -         | 0         | 0         |
| 2010                  | Kashiwa Reysol        | J2 League             | 1            | 1            | 0                     | 0                     | -             | -             | -        | -         | 1         | 1         |
| 2011                  | Roasso Kumamoto       | J2 League             | 33           | 1            | 1                     | 0                     | -             | -             | -        | -         | 34        | 1         |
| 2012                  | Roasso Kumamoto       | J2 League             | 37           | 14           | 3                     | 2                     | -             | -             | -        | -         | 40        | 16        |
| 2013                  | Shonan Bellmare       | J1 League             | 21           | 3            | 2                     | 3                     | 5             | 1             | -        | -         | 28        | 7         |
| 2014                  | Shonan Bellmare       | J2 League             | 39           | 9            | 1                     | 0                     | -             | -             | -        | -         | 40        | 9         |
| 2015                  | Kashiwa Reysol        | J1 League             | 28           | 2            | 2                     | 0                     | 2             | 0             | 10       | 5         | 42        | 7         |
| 2016                  | Kashiwa Reysol        | J1 League             | 26           | 3            | 3                     | 0                     | 6             | 1             | –        | –         | 35        | 4         |
| 2017                  | Kashiwa Reysol        | J1 League             | 26           | 9            | 3                     | 0                     | 3             | 0             | –        | –         | 32        | 9         |
| Tổng                  | Tổng                  | Tổng                  | 211          | 42           | 15                    | 5                     | 16            | 2             | 10       | 5         | 252       | 54        |

## Danh hiệu
- J. League Division 2 (2): 2010, 2014